# MAXST AR SDK
MAXST AR SDK는 모바일 및 글래스 증강 현실 애플리케이션을 구축하기 위해 MAXST에서 개발한 증강 현실 소프트웨어 개발 키트(AR SDK)이다.
MAXST AR SDK는 아래의 핵심 기술을 사용하여 AR 콘텐츠를 스마트폰, 글래스 등의 카메라를 통해 보이는 현실 세계와 통합한다.
- 컴퓨터 비전 기술을 사용하여 2D 이미지와 3D 객체를 실시간으로 인식하고 추적한다.
- 클라우드 인식 기능을 지원하여 다량의 타깃을 클라우드 환경에서 인식할 수 있다.
- Android, iOS, Unity, MacOS 개발환경을 지원한다.